# Jewett City
Jewett City è un centro abitato (borough) degli Stati Uniti d'America, situato nello stato del Connecticut, nella contea di New London.